# Muž bez tváře
Muž bez tváře (v anglickém originále The Man Without a Face) je americká filmové drama z roku 1993. Režisérem filmu je Mel Gibson. Hlavní role ve filmu ztvárnili Mel Gibson, Nick Stahl, Robert DeDiemar Jr., Margaret Whitton a Fay Masterson.

## Děj
V roce 1968 žije Justin McLeod izolovaně jako malíř, poté co mu autonehoda znetvořila obličej a donutila ho žít v ústraní.
Chuck Norstadt je mladý chlapec, který má napjatý vztah se svými akademicky nadanými sestrami a matkou. Jednoho dne se Chuck na trajektu setká s McLeodem, který je svědkem Chuckova vandalismu. Chuck potřebuje doučovatele, aby mu pomohl připravit se na přijímací zkoušky na vojenskou akademii, kde dříve neprošel. Když zjistí, že McLeod je učitel, přesvědčí ho, aby ho doučoval. Chuck je zpočátku zmaten McLeodovými neortodoxními metodami, ale postupem času mezi nimi vznikne blízký vztah.
Chuck drží své denní schůzky s McLeodem v tajnosti, aby se vyhnul posměškům za společnost s mužem, jehož minulost je zahalena tajemstvím a jehož obličej je znetvořen. Nakonec se paní Norstadtová dozví, že její syn navštěvuje McLeoda. Ona a zbytek města jsou přesvědčeni, že McLeod Chucka sexuálně obtěžuje, přestože Chuck to popírá. Chuck se rozhodne prozkoumat McLeodovu minulost a zjistí, že při autonehodě zemřel chlapec, což vedlo k McLeodovu strachu z dalších vztahů.
Chuck konfrontuje McLeoda a dozvídá se, že mladík, který zemřel při autonehodě, byl jeho student. McLeod byl nespravedlivě označen za pedofila, odsouzen za neúmyslné zabití a strávil tři roky ve vězení. Když se McLeodovo přátelství s Chuckem stane veřejně známým, je vyhnán z města a úřady mu zakážou jakýkoli kontakt s Chuckem, který je přijat na vojenskou akademii.
Chuck dostává zpět dopisy, které poslal McLeodovi, označené jako nedoručitelné. Vrací se k McLeodovu domu, ale najde ho prázdný, kromě obrazu, který McLeod namaloval, a dopisu, v němž vysvětluje, že odchází. V dopise mu přeje vše nejlepší v akademických cílech a děkuje mu za dar milosti, který od něj dostal.
Film končí scénou, kdy Chuck promuje na vojenské akademii a jeho rodina na něj hrdě hledí. V dálce spatří známou postavu a rozpozná svého "beztvarého" učitele. Tiše se pozdraví, aniž by vyměnili slovo.

## Obsazení
| Mel Gibson          | Justin McLeod            |
| Nick Stahl          | Charles E. Norstadt      |
| Robert DeDiemar Jr. | malý Charles E. Norstadt |
| Margaret Whitton    | Catherine Palin          |
| Fay Masterson       | Gloria Norstadt          |
| Gaby Hoffmann       | Megan Norstadt           |
| Geoffrey Lewis      | Wayne Stark              |
| Richard Masur       | Carl Hartley             |
| Michael DeLuise     | Douglas Hall             |
| Ethan Phillips      | Todd Lansing             |